# Добромеж (Куявсько-Поморське воєводство)
Добромеж (пол. Dobromierz, нім. Königlich Brühlsdorf) — село в Польщі, у гміні Нова-Весь-Велька Бидґозького повіту Куявсько-Поморського воєводства.
Населення — 173 особи (2011).

## Демографія
Демографічна структура станом на 31 березня 2011 року:
|          | Загалом | Допрацездатний вік | Працездатний вік | Постпрацездатний вік |
| -------- | ------- | ------------------ | ---------------- | -------------------- |
| Чоловіки | 84      | 17                 | 60               | 7                    |
| Жінки    | 89      | 23                 | 48               | 18                   |
| Разом    | 173     | 40                 | 108              | 25                   |